# Bùi Thị Đào
Bùi Thị Đào (ur. 1997) – wietnamska zapaśniczka walcząca w stylu wolnym. Zajęła trzynaste miejsce na mistrzostwach świata w 2019.
Dziesiąta na mistrzostwach Azji w 2019 i 2023. Złota medalistka mistrzostw Azji Południowo-Wschodniej w 2023 roku.